# Oriental de Zapata
Oriental de Zapata es una localidad de México localizada en el municipio de San Agustín Tlaxiaca en el estado de Hidalgo.

## Geografía
Se encuentra en la región geográfica del Valle del Mezquital. A la localidad le corresponden las coordenadas geográficas 19° 59’ 06.292” de latitud norte y 98° 01’ 49.043” de longitud oeste, con una altitud de 2204 m s. n. m. Cuenta con un clima templado subhúmedo con lluvias en verano, de menor humedad.
En cuanto a fisiografía se encuentra en la provincia del Eje Neovolcanico, dentro de la subprovincia de Sierras y Llanuras de Querétaro e Hidalgo; su terreno es de sierra. En lo que respecta a la hidrografía se encuentra posicionado en la región del Pánuco, dentro de la cuenca del río Moctezuma, y en la subcuenca del río Salado.

## Demografía
En 2020 registró una población de 1156 personas, lo que corresponde al 2.97 % de la población municipal. De los cuales 567 son hombres y 589 son mujeres. La localidad se encuentra conurbada a la localidad de Santa María Ajoloapan, Hueypoxtla.
| Gráfica de evolución demográfica de Oriental de Zapata entre 1990 y 2020                     |
|                                                                                              |
| Población de los censos y conteos del Instituto Nacional de Estadística y Geografía (INEGI). |